# Manuel Nkomba van Kongo
Manuel Nkomba van Kongo was de heerser van de Portugese vazalstaat, het Koninkrijk Kongo, van 1910 tot 1911. Zijn regeerperiode duurde slechts één jaar voordat hij overleed, wat mogelijk de reden is waarom hij de titel Manuel III niet kreeg. In plaats daarvan werd deze titel toegekend aan zijn opvolger Manuel III van Kongo. Hij was de zoon van koning Pedro VI van Kongo.